# Ferdinand Rothbart

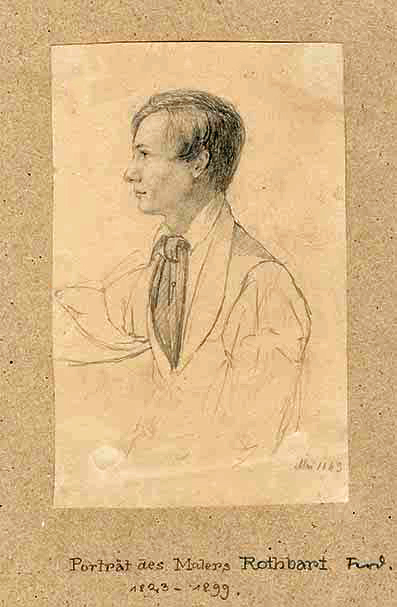
Ferdinand Rothbart
Zeichnung von Albrecht Fürchtegott Schultheiss, 1843

Ferdinand Rothbart (* 3. Oktober 1823 in Roth; † 31. Januar 1899 in München) war ein deutscher Radierer, Illustrator und Historienmaler sowie Konservator am königlichen Kupferstich- und Handzeichnung-Kabinett München.

## Leben
In früher Kindheit kam er mit seinen Eltern nach Nürnberg. Sein Vater besaß dort eine Drahtflechterei, starb aber früh, so dass seine Mutter und seine Schwester die Familie mit Näharbeiten ernähren mussten. Ein Vormund brachte ihn und seinen älteren Bruder Georg Rothbart (1817–1896) in ein Waisenhaus, wo die beiden ihre Erziehung und Berufsausbildung erhielten. Beeinflusst durch seinen Bruder, der Baumeister und später Oberhofbaurat in Coburg wurde, lernte Ferdinand das mechanische Kolorieren von Landkarten und Bilderbogen und machte bei Heinrich Ludwig Petersen eine Ausbildung in den Techniken des Kupferstichs, der Radierung und der Lithographie.

Einzug Victorias in Coburg, Aquarell 1845

Empfangszimmer in Schloss Ehrenburg in Coburg, Aquarell 1845

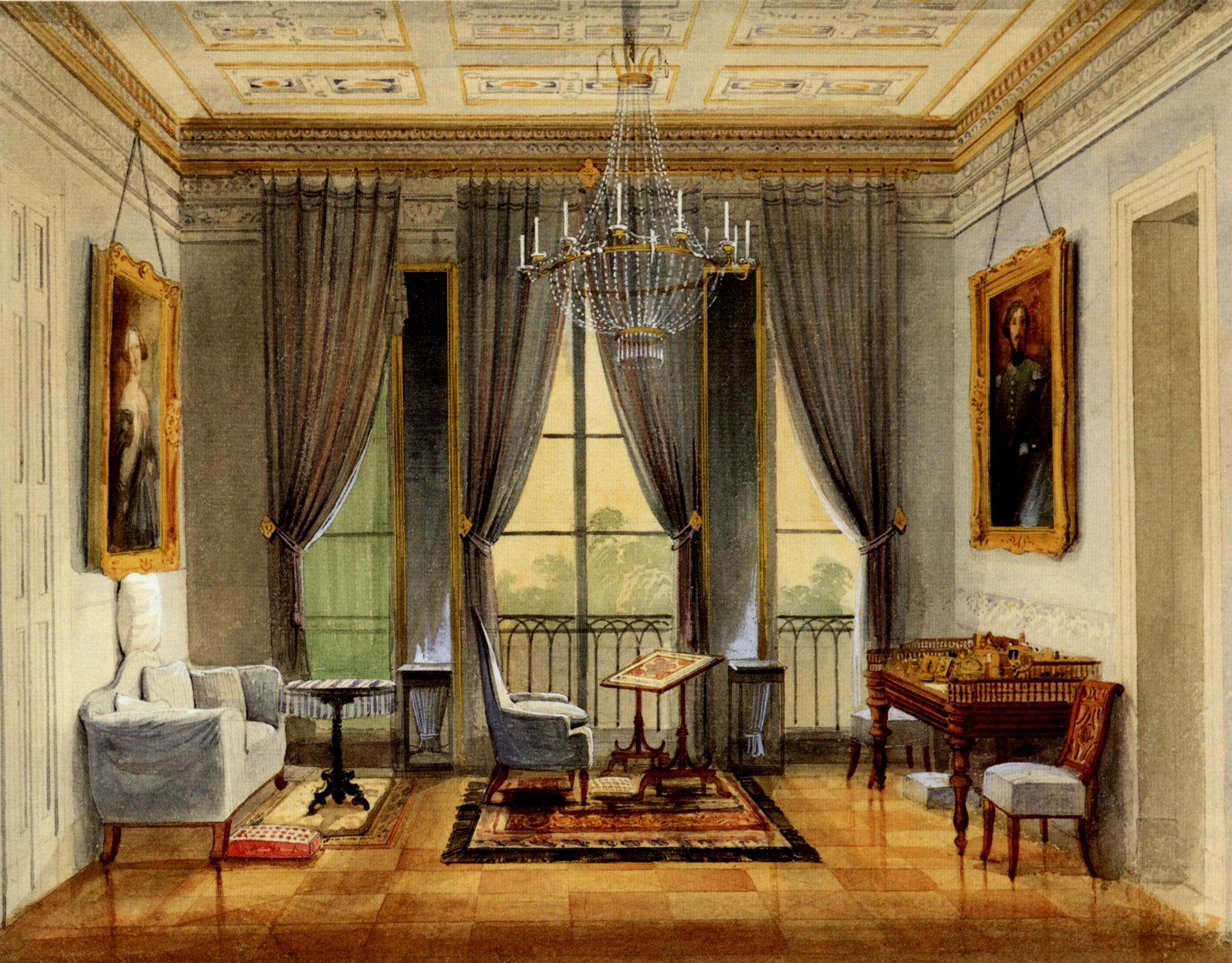
Balkonzimmer im Winterpalais Gotha, Aquarell 1848

1845 bis 1848 fertigte er im Auftrag des Herzogs Ernst I. von Sachsen-Coburg und Gotha Aquarelle über den Einzug von dessen Schwägerin Königin Victorias und Prinz Albert in Coburg und Gotha und zahlreiche Zimmerbilder der herzöglichen Schlösser in Coburg (Rosenau und Ehrenburg), Gotha (Friedrichsthal, Winterpalais) und Reinhardsbrunn. Anfang der 1850er Jahre arbeitete er für Verlage in Stuttgart.
1855 zog er nach München und belieferte als selbständiger Buchillustrator verschiedene Buchhändler und Verlage mit eigenen Werken. Zudem bildete er sich auch als Maler aus und malte Genrebilder mit architektonischem und landschaftlichem Hintergrund. Nachdem seine Gesundheit durch wiederholten Blutsturz erschüttert wurde, konnte er von 1860 bis 1863 aufgrund eines erstmals vergebenen Stipendiums der „Martin von Wagner-Stiftung“ eine Italienreise machen. In Rom fertigte er Ölgemälde und war als Bibliothekar der Bibliothek in der Villa Malta tätig.
1871 wurde er als Konservator am königlichen Kupferstich- und Handzeichnungs-Cabinet in München eingestellt. Während der Zeit veröffentlichte er unter anderem die Werke alter Meister, um sie einem breiten Publikum zugänglich zu machen. 1885 trat er infolge asthmatischer Beschwerden in den Ruhestand. Nach Genesung in verschiedenen Kuraufenthalten wandte er sich nun wieder verstärkt der Malerei und der Illustration zu. Solange es seine Gesundheitsverhältnisse gestatteten, nahm er zudem Anteil an allen Fragen und Angelegenheiten der Münchner Künstlergenossenschaft und war Geschäftsführer des Künstler-Unterstützungsvereins. Zu vielen festlichen Gelegenheiten, bei Maientagen und Karnevalabenden lieferte er Zeichnungen und heitere Beiträge und stellte lebende Bilder, so zum Beispiel eine mit Wilhelm Lichtenheld inszenierte „Schusterwerkstätte“, voll jovialen Humors.
In seinen Buchillustrationen zeigte er Verwandtschaft mit Ludwig Richter, Oskar Pletsch und Albert Hendschel; bei seinen Ölgemälden und Fresken ist die Freundschaft mit Arthur von Ramberg und Ferdinand Piloty in koloristischer Beziehung fühlbar.

## Werke
- Illustrationen zu Dichtungen von Ludwig Uhland, ersch. in Stahlstichen von E. Dertinger und A. Schultheiß
- Illustrationen zu den seit 1854 erschienen „Jugendblättern“ von Isabella Braun
- Illustrationen zum „Münchener Bilderbogen“
- Titelblätter zu „Wielands sämtlichen Schriften“ (Leipzig 1853–1858)
- Titelblätter zu „Schillers Werken“ (Stuttgart 1853)
- Illustrationen zu Goethes „Götz von Berlichen“ (Berlin)
- Illustrationen zu Adolf Böttgers „Dichtergarben“ (Westermann, Braunschweig)
- Freskobild im Laubengang der Veste Coburg „Brautzug des Herzogs Kasimier“
- Freskobilder der historischen Galerie des alten Bayerischen Nationalmuseums in München (heute Völkerkundemuseum, großteils zerstört)
- 1865 Altargemälde mit der Beweinung Christi, Coburg, Friedhof am Glockenberg, Grabkapelle für Christian Friedrich von Stockmar
- Illustrationen zu Lessings „Nathan“ (Berlin 1868)
- Illustrationen zu Goethes Faust, Schillers Don Carlos, Nikolaus Lenaus Gedichten, Georg Scherers „Deutschen Volksliedern“.
- Kirchenfenster für Darley, Schottland, mit den vier Evangelisten
- Kelheim und seine Umgebung (Regensburg 1888)
- Illustrationen zu Sebastian Dülls „Jugendlust“ (Nürnberg 1889 ff.)
- Illustrationen zu Nebeles „Kinderfreund“ (Augsburg 1891)